# Edward Guinan
Edward F. Guinan ist ein US-amerikanischer Astrophysiker und Professor für Astronomie und Astrophysik der Villanova University.

## Leben
Guinan hatte Physik an der Villanova University studiert und 1964 abgeschlossen, 1970 promovierte er an der University of Pennsylvania.
1968 gehörte er zu den Entdeckern der Ringe des Neptun.
Besondere Aufmerksamkeit erregte er durch astronomische Forschungsprojekte in Nordkorea und im Iran.